# (8988) 1979 MA4
(8988) 1979 MA4 (1979 MA4, 1942 VA, 1986 TJ7) — астероїд головного поясу, відкритий 25 червня 1979 року.
Тіссеранів параметр щодо Юпітера — 3.107.